# Vinicius Mingotti
Vinicius Alessandro Mingotti (São Carlos, 7 gennaio 2000) è un calciatore brasiliano, attaccante dell'Operário-PR.

## Caratteristiche tecniche
È un centravanti.

## Carriera
Cresciuto nel settore giovanile del Grêmio Novorizontino, nel 2018 è stato acquistato dall'Athl. Paranaense con cui ha disputato due annate nel settore giovanile guadagnandosi la promozione in prima squadra nel 2020. Ha esordito fra i professionisti il 15 febbraio giocando l'incontro del Campionato Paranaense vinto 3-0 contro il Toledo EC, mentre la prima rete è arrivata alla seconda presenza, nel match contro l'Operário-PR.

## Palmarès

### Club

#### Competizioni statali
- Campionato Paranaense: 2

Athletico Paranaense: 2020
Operario: 2025
- Recopa Mineira: 1

Tombense: 2021